# 兄とその妹 (1956年の映画)
『兄とその妹』（あにとそのいもうと）は、1956年に公開された松林宗恵監督の日本映画。
1939年公開の島津保次郎監督の同名映画の再映画化作品。

## スタッフ
以下のスタッフ名はKINENOTEに従った。
- 監督：松林宗恵
- 脚本：島津保次郎
- 脚色：長瀬喜伴
- 製作：藤本真澄
- 撮影：遠藤精一
- 美術：北猛夫、阿久根巌
- 音楽：黛敏郎
- 録音：藤繩正一
- 照明：石井長四郎
- 編集：岩下廣一

## キャスト
以下の役名と出演者名はKINENOTEに従った。
- 間宮敬介：池部良
- 間宮あき子：原節子
- 間宮文子：司葉子
- 有田部長：柳永二郎
- 道夫：平田昭彦
- 行田：伊豆肇
- 志村：藤原釜足
- 林：加東大介
- 沢田：内海突破
- 支配人荒川：斎藤達雄
- 内海：小林桂樹
- 社員A：渋谷英男
- 社員B：岡豊
- 給仕の河合：井上大助
- 正子：津山路子
- 幸子：万里陽子
- 満子：小泉澄子
- 瑠璃子：園田祐子
- 郵便局の局員：白鳩真弓
- 巡査：佐田豊
- 女中：加納栄子
- 林の同僚：安芸津広